# Миофибрил
Мишићно влаканце или миофибрил (лат. myiofibrillae) је основна функционална јединица мишићне ћелије. То је посебно диференцирани, контрактилни део саркоплазме миоцита, који има кончасту структуру и дијаметар 1-2 µm. Мишићна влаканца су постављена паралелно дужој осовини ћелије и показују тенденцију груписања у снопове, који се називају Конхајмова поља. У њиховој изградњи учествује око 1500 миозинских (дебелих) и 3000 актинских (танких) филамената. То су велики полимеризовани протеински молекули.
Актински и миозински филаменти се једним делом преклапају и тако узрокују попречну испруганост. Светле пруге миофибрила садрже само актинске филаменте и називају се И-пруге, јер су изотропне за поларизовану светлост. Тамне пруге садрже миозинске и крајеве актинских филамената. Оне се означавају као А-пруге, јер су анизотропне за поларизовану светлост. У средини тамне пруге налази се Х-пруга (Хенсенова мембрана) која садржи само дебеле филаменте. Крајеви актинских филамената су причвршћени за тзв. З-диск, а део миофибрила (односно читавог мишићног влакна) који се налази између два З-диска се назива саркомера.

## Теорија клизећих филамената
Приликом контракције мишића не долази до скраћивања самих филамената, већ до померања актинских филамената центрипетално ка унутрашњости саркомере. Контракцију саркомере иницира пропагација ефекторног потенцијала дуж Т-тубула што доводи до ослобађања калцијума из терминалних цистерни саркоплазматског ретикулума. Висока концентрација калцијумових јона у цитосолу омогућава њихово везивање за молекуле тропонина у актиниским филаментима, што директно узрокује конформационе промене тропонин-тропомиозин комплекса, откривајући специфична везивна места на молекулу актина за везивање главених региона миозина. Миозинска глава у стању високе енергетске конформације има јак афинитет ка везивању за поменута специфична места на молекулу актина. По остваривању везе (такозваног „моста“), из главе се ослобађају производи хидролизе АТП-а (АДП и неоргански фосфат), актински филамент се под утицајем миозина повлачи центрипетално, а за специфично место миозинске главе везује још један молекул АТП узрокујући конформационе промене и прекидање моста. Повратак миозина у високоенергетску конформацију дозвољава понављање процеса до замора мишића или ослобађања калцијума из тропонина, примарно радом калцијумове пумпе. Све главе никада нису истовремено везане за специфична места на актину, формирање и прекидање мостова је синхронизован и сукцесиван процес што омогућује највећу ефикасност оваквих покрета.